# Lobularia canariensis subsp. succulenta
Lobularia canariensis subsp. succulenta é uma subespécie de planta com flor pertencente à família Brassicaceae. 
A autoridade científica da subespécie é L.Borgen, tendo sido publicada em Opera Botanica 91: 82, f. 148. 1987.

## Portugal
Trata-se de uma subespécie presente no território português, nomeadamente no Arquipélago da Madeira.
Em termos de naturalidade é endémica da região atrás referida.

## Protecção
Não se encontra protegida por legislação portuguesa ou da Comunidade Europeia.